# Anton Hiersemann Verlag
Der Anton Hiersemann Verlag ist ein wissenschaftlicher Buchverlag mit Sitz in Stuttgart.

## Geschichte
Aus dem im Jahr 1884 von Karl Wilhelm Hiersemann in Leipzig gegründeten Antiquariat und Exportsortiment entstand ab 1892 ein wissenschaftlicher Verlag. Erstes Verlagswerk war der Titel: L. Bickel, Bucheinbände des 15. bis 18. Jahrhunderts. In den folgenden Jahrzehnten waren Buchgeschichte und Bibliographie, Kunstgeschichte und Kunstgewerbe, Literaturwissenschaft, Americana und Orientalia die bevorzugten Verlagsgebiete. Aus den engen Verbindungen zu den großen Bibliotheken Deutschlands ergaben sich Publikationen wie die Mitteilungen aus dem Preußischen Staatsbibliotheken, der Gesamtkatalog der Wiegendrucke, der Bilderschmuck der Frühdrucke von Albert Schramm, das Beschreibende Verzeichnis der illuminierten Handschriften in Österreich und andere mehr. Charakteristisch für den Verlag in den 1920er Jahren war die damals (auf Grund der neu entwickelten Nachdruckverfahren) mögliche Komplettierung teilweise vergriffener großer Serienwerke, deren Rechte man erworben hatte, wie beispielsweise die Bibliothek des Literarischen Vereins in Stuttgart, der Flora Brasiliensis von Maritus, der Historischen Zeitschriften und der (von der Hahnschen Buchhandlung übernommenen) Folio-Serie Monumenta Germaniae Historica.
Der in Leipzig unter dem Namen des Gründers Karl Wilhelm Hiersemann geführte Verlag wurde wie auch das Antiquariat 1950 von der DDR-Regierung entschädigungslos enteignet und die Firma wenig später liquidiert. Ab 1949 erfolgte in Stuttgart unter Verlagsleiter Wilhelm Olbrich der Aufbau des Verlages, der unter dem Namen Anton Hiersemann die Tradition und das Programm des Leipziger Hauses fortsetzt. Seit 2005 unterstützt und leitet mit Florian Hiersemann (* 11. Februar 1976 in Stuttgart) die vierte Generation die Geschicke des familiär geführten wissenschaftlichen Verlags. 2019 erhielt der Verlag den Deutschen Verlagspreis.

## Bedeutung
Unter Leitung von Anton Hiersemann und seit 1969 von Gerd Hiersemann (* 23. Juni 1938 in Leipzig; † 2. März 2021) wurde das Programm mit den Schwerpunkten Buch- und Bibliothekswesen, Antike und Christentum, Mittelalterliche Geschichte, Kunstgeschichte, Literaturwissenschaft und Religionswissenschaft ausgebaut. Zu den herausragenden Titeln gehören: Armin / Hodes: Internationale Personalbibliographie; Dahlmann-Waitz: Quellenkunde der deutschen Geschichte; Handbuch der Geschichte der böhmischen Länder; Handbuch der Geschichte Russlands; Kirchner: Bibliographie der Zeitschriften des deutschen Sprachgebiets; Reallexikon für Antike und Christentum; Reallexikon zur byzantinischen Kunst; Der Romanführer; Der Schauspielführer; Schottenloher: Bibliographie zur Geschichte im Zeitalter der Glaubensspaltung; Schreiber: Handbuch der Holz- und Metallschnitte des 15. Jahrhunderts; Stopp: Die Handwerkskundschaften mit Ortsansichten; Verzeichnis der im deutschen Sprachgebiet erschienenen Drucke des 16. Jahrhunderts.
Von besonderer Bedeutung ist die zweite, völlig neu bearbeitete Auflage des Lexikons des gesamten Buchwesens. Wichtige Buchreihen sind: Bibliothek der griechischen Literatur; Bibliothek der Mittellateinischen Literatur; Bibliothek des Buchwesens; Bibliographisches Jahrbuch für Erzählbände; Datierte Handschriften in Bibliotheken der Bundesrepublik Deutschland; Denkmäler der Buchkunst mit der Abteilung Corpus der byzantinischen Miniatur-Handschriften; Hiersemanns Bibliographische Handbücher, Monographien zur Geschichte des Mittelalters; Päpste und Papsttum; Quellen und Untersuchungen zur Lateinischen Philologie des Mittelalters.